# Jos Van Gorp
Jos Van Gorp (Borgerhout, 9 maart 1939 – Ekeren, 12 maart 2021) was een Vlaams acteur en regisseur.

## Biografie
Van Gorp werkte mee aan de televisieserie RIP. Zijn bekendste rol was die van graaf Ghislain de Rixart de Waremme in de soapserie Familie van VTM.
Hij speelde verder gastrollen in Lili en Marleen (regisseur), Recht op Recht (secretaris), Café Majestic (lid van feestcomité), 2 Straten verder, Deadline (Valentin Zemlinsky), Flikken (Henri), Spoed (Patrick Coppens), Hallo België (Pater Adriaan), Wittekerke (dokter), De Kotmadam (voorzitter biljartclub, Jos en Flor) en in Samson & Gert (baron in de aflevering 'De brandverklikkers van Octaaf').
Jos van Gorp is medio maart 2021 op 82-jarige leeftijd thuis in Ekeren overleden.